# Prima offensiva dolomitica
La prima offensiva dolomitica si svolse da luglio ad agosto 1915 tra gli attaccanti italiani e i difensori austro-ungarici nella zona compresa tra il Col di Lana e il massiccio della Tofana a ovest di Cortina d'Ampezzo. Faceva parte della guerra di montagna durante la prima guerra mondiale.

## Contesto
In questa zona, il fronte si estendeva dal Col di Lana (2462 m) attraverso la sella del Sief (2209 m), il Setsass (2571 m), il Sasso di Stria (2477 m) fino al Passo Falzarego (2105 m) e poi da qui, chiudendo il versante meridionale della Val Travenanza, di nuovo fino al Col di Bois (2559 m), il Castelletto (2656 m), la Tofana di Rozes/Tofana I (3225 m), la Fontananegra (2588 m), la Tofana di Mezzo/Tofana II (3244 m) e la Tofana di Dentro/Tofana III (3238 m). Quando i primi attacchi italiani contro questa sezione del fronte non ebbero il successo sperato e dovettero essere sospesi il 18 giugno 1915, ci fu inizialmente una tregua nei combattimenti. Le truppe del generale Nava ne approfittarono per far entrare l'artiglieria pesante, in modo da essere meglio equipaggiate per l'inizio di una nuova offensiva.

## Obiettivi
L'obiettivo tattico dell'attacco era quello di conquistare la zona fino a Dobbiaco e il Gruppo del Sella. Per raggiungere questo obiettivo, tuttavia, il IX Corpo d'Armata con la 17ª e 18ª Divisione di Fanteria nel settore sinistro dell'operazione dovette prima conquistare il Passo Falzarego e il Passo Valparola con le adiacenti postazioni alte di fiancheggiamento per poter avanzare verso nord attraverso la Valle di Sante Cassian e la Valle Abtei. Un altro ostacolo era la fortezza di Tre Sassi, che bloccava il Passo di Valparola. Inoltre, con il I Corpo d'Armata (1ª e 2ª Divisione di Fanteria) si doveva tentare di penetrare nella Valle della Travenza da est nel settore destro dell'operazione, che avrebbe dovuto essere abbandonato dagli austriaci se l'attacco avesse avuto successo.

## Svolgimento

### Prima fase: dal 5 all'11 luglio 1915

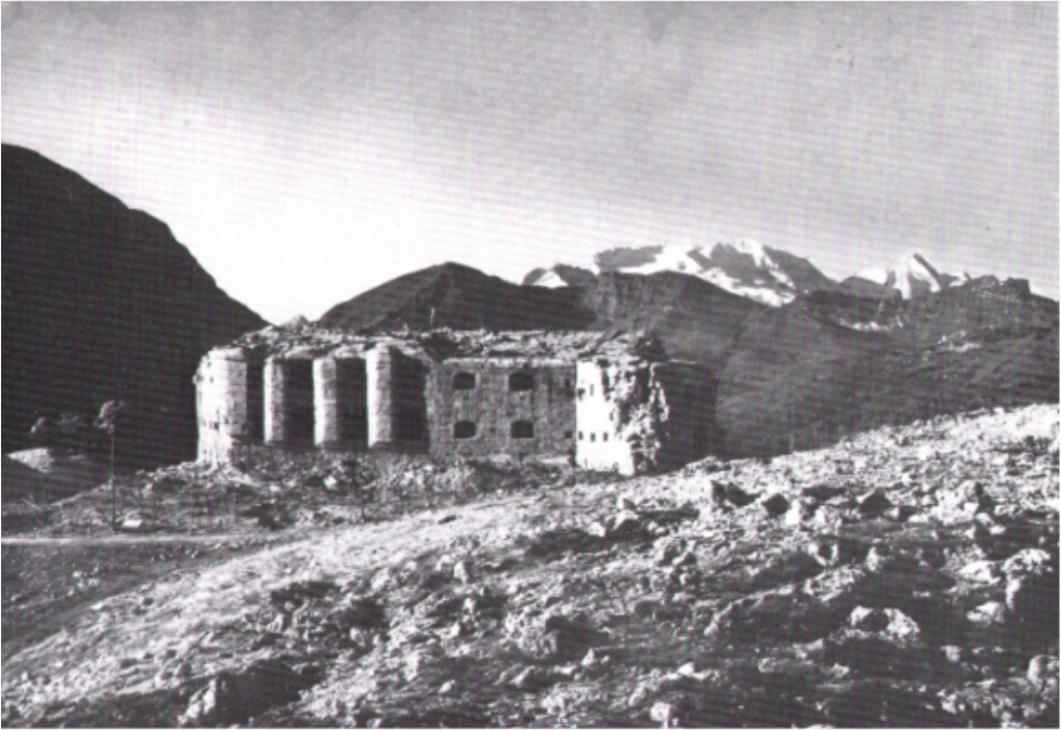
il forte Tre Sassi bombardato dall'artiglieria italiana

Il 5 luglio iniziò la prima fase con l'apertura dei preparativi dell'artiglieria. Particolarmente colpita fu il forte Tre Sassi, dove un colpo di calibro 28 cm sparato dal 76° penetrò nel soffitto del forte sopra il corridoio della batteria ed esplose all'interno. Tre uomini furono uccisi e diversi i feriti gravi; sebbene il forte fosse completamente obsoleto e avesse scarso valore di combattimento, il comando italiano non poteva decidere un attacco diretto. Il fuoco dell'artiglieria continuò fino al 7 luglio, quando iniziarono gli attacchi della fanteria. Nella sezione sinistra delle operazioni, sono stati inviati in avanti tre cunei d'urto. Il gruppo di sinistra operò contro il versante orientale del Col di Lana, il gruppo di mezzo contro il Siefsattel e contro il Settsass, il gruppo di destra con il Reggimento di Fanteria n. 45 e il Battaglione Alpini di Belluno, doveva conquistare la Cima Falzarego, la Forcella Travenanzes, la Forcella di Bois e il Piccolo Lagazuoi, il Battaglione Alpini Val Chisone e due battaglioni della Brigata Reggio dovevano prendere l'Hexenstein (Sasso di Stria).
Subito dopo l'inizio dell'attacco, si scoprì che l'effetto dell'artiglieria era stato ampiamente sovrastimato. Le ondate d'attacco si fermarono davanti agli ostacoli austriaci non distrutti, solo il Passo Falzarego poté essere conquistato. Solo il 10 luglio gli alpini del battaglione Belluno riuscirono a conquistare la cima della Cima di Bois e a stabilirvisi definitivamente. Questo significava un duro colpo per gli austriaci, poiché gli attaccanti potevano vedere da quel momento in poi tutta la valle di Travenanza.
L'8 luglio, anche le unità della 2ª Divisione di fanteria guidate dal generale Antonio Cantore iniziarono ad attaccare la catena della Tofana da Cortina d'Ampezzo. Gli alpini del Battaglione Fenestrelle occuparono le cime della Tofana II e della Tofana III e scesero inosservati in Val Travenanza. Lì attaccarono dalle retrovie la barricata austriaca sulla curva di livello 1780 e la respinsero. Un'altra compagnia avanzò poi verso sud lungo il Rio Travenanzes e occupò il Monte del Vallon Bianco (2687 m) e Cima Furcia Rossa (2665 m) per assicurare il fianco destro. In seguito, per ragioni incomprensibili, gli italiani si fermarono in questa posizione. Questo diede ai difensori l'opportunità di rinforzare le proprie forze e di prepararsi all'attacco successivo.
Solo tre giorni dopo il generale Cantore assunse personalmente il comando delle unità che si trovavano qui, ordinò ai fiancheggiatori di tornare al distaccamento principale per essere rinforzati e risalì la valle con un totale di cinque compagnie, finché l'attacco si bloccò poco prima del rifugio Wolf-Glanvell (2000 m). Nel frattempo, le truppe austro-ungariche avevano occupato le alture sgomberate e avevano respinto gli italiani a valle con contrattacchi laterali fino a raggiungere il 12 luglio l'ex blocco austriaco. Il 27 luglio erano stati ricacciati nella posizione di partenza. Tuttavia, la Tofana II e la Tofana III rimasero in mano italiana.

### Seconda fase: dal 15 al 20 luglio 1915
Nella seconda fase, lo scenario si è ripetuto con il IX Corpo. Cinque gruppi dovevano attaccare: i gruppi 1 e 2 contro le pendici orientali del Col di Lana, il gruppo 3 contro il Passo Valparola e il gruppo 4 contro Cima Falzarego (anche Torri di Falzarego). L'obiettivo era cercare di conquistare la Forcella di Bois (2330 m) e da lì avanzare verso la Val Travenanza. Il Gruppo 5 aveva la missione di raggiungere la Valle di Travenanza tra la Tofana I e la Tofana II attraverso il Varco di Fontana Negra. Tutti gli attacchi fallirono, soprattutto perché il Gruppo 3 doveva superare il Castelletto (2656 m), occupato dagli austriaci. Le postazioni di fiancheggiamento di questo picco montano inflissero pesanti perdite agli italiani e resero impossibile l'avanzata in questo punto. Lo stesso vale per l'attacco alla gola di Fontana Negra, che è stata chiusa con successo dalla Tre Dita (2694 m) di fronte a ovest. In questo settore della battaglia, il 20 luglio il generale Cantore cadde vittima di un cecchino austriaco. L'unico successo di questa azione fu la cattura della Forcella di Bois da parte del Battaglione Alpino Val Chisone.
Il 22 luglio, in un'azione di sorpresa, una pattuglia di alta montagna del 3º reggimento Jäger del Corpo alpino tedesco scalò la cima della Tofana I, fino ad allora non occupata, e riuscì a tenerla fino al 18 settembre.

### Terza fase: dal 31 luglio al 4 agosto 1915
A questo punto i difensori austriaci si erano già gravemente indeboliti, poiché non era possibile mettere a disposizione alcuna riserva. Tutte le unità di truppe, compresa l'8ª Divisione di fanteria (Divisione Kaiserjäger), che era stata designata per questo settore, erano state inviate sull'Isonzo.
In questa terza fase, il comando della Quarta Armata cercò ancora una volta di ottenere un successo. Anche in questo caso le formazioni del IX Corpo d'Armata furono poste sugli stessi obiettivi dei due attacchi precedenti, anche in questo caso non fu possibile ottenere quasi nessun successo. Solo nella gola di Fontana Negra un plotone della 1ª compagnia del 14º Battaglione Jaeger di riserva del Meclemburgo riuscì a uscire dalla posizione il 31 luglio. Ulteriori attacchi in questo settore da parte delle unità della 17ª Divisione di fanteria il 31 agosto portarono ulteriori, seppur minimi, guadagni di terreno, sufficienti tuttavia a mettere in pericolo i rifornimenti dei difensori della valle di Travenanza. Solo il fuoco difensivo del Picco Fanis (Torre Fanis, 2922 m), di fronte alla valle, impedì agli attaccanti di avanzare ulteriormente.
I combattimenti si placarono in agosto, con un solo tentativo fallito di attaccare Cima Falzarego e la Forcella Travenanzes il 21 agosto.